# Sverige i Europamästerskapet i fotboll för herrar 2008
Sveriges fotbollslandslag i Europamästerskapet i fotboll 2008 presenterades av förbundskaptenerna vid en presskonferens på kvällen den 13 maj 2008. De 23 spelarna spelade i 13 länder och 21 olika klubbar. Spelarnumren var preliminära och anmälan av truppen till UEFA skedde först den 28 maj. 
En av de större överraskningarna i truppen var att Henrik Larsson tackat ja till comeback. Tobias Linderoth fick till detta datum på sig att bevisa att han hade kommit tillbaka från sin skada.
Förbundskaptener var Lars Lagerbäck och Roland Andersson.

## Spelartruppen
| Namn                      | Position    | Klubblag                 | Noteringar |
| 1. Andreas Isaksson       | Målvakt     | Manchester City FC       |            |
| 2. Mikael Nilsson         | Försvarare  | Panathinaikos FC         |            |
| 3. Olof Mellberg          | Försvarare  | Aston Villa FC           |            |
| 4. Petter Hansson         | Försvarare  | Stade Rennais FC         |            |
| 5. Fredrik Stoor          | Försvarare  | Rosenborg BK             |            |
| 6. Tobias Linderoth       | Mittfältare | Galatasaray SK           |            |
| 7. Niclas Alexandersson   | Mittfältare | IFK Göteborg             |            |
| 8. Anders Svensson        | Mittfältare | IF Elfsborg              |            |
| 9. Fredrik Ljungberg      | Mittfältare | West Ham United          |            |
| 10. Zlatan Ibrahimović    | Anfallare   | FC Internazionale Milano |            |
| 11. Johan Elmander        | Anfallare   | Toulouse FC              |            |
| 12. Rami Shaaban          | Målvakt     | Hammarby IF              |            |
| 13. Johan Wiland          | Målvakt     | IF Elfsborg              |            |
| 14. Daniel Majstorovic    | Försvarare  | FC Basel                 |            |
| 15. Andreas Granqvist     | Försvarare  | Wigan Athletic FC        |            |
| 16. Kim Källström         | Mittfältare | Olympique Lyonnais       |            |
| 17. Henrik Larsson        | Anfallare   | Helsingborgs IF          |            |
| 18. Sebastian Larsson     | Mittfältare | Birmingham               |            |
| 19. Daniel Andersson      | Mittfältare | Malmö FF                 |            |
| 20. Marcus Allbäck        | Anfallare   | FC Köpenhamn             |            |
| 21. Christian Wilhelmsson | Mittfältare | Deportivo La Coruña      |            |
| 22. Markus Rosenberg      | Anfallare   | Werder Bremen            |            |
| 23. Mikael Dorsin         | Försvarare  | CFR Cluj                 |            |

## Reserver
| Namn                    | Position    | Klubblag | Noteringar                  |
| 24. Kennedy Bakircioglu | Mittfältare | AFC Ajax | Reserv för Tobias Linderoth |

### Reserver på hemmaplan
- Eddie Gustafsson, FC Lyn
- Oscar Wendt, FC Köpenhamn
- Peter Larsson, Halmstads BK
- Samuel Holmén, Bröndby
- Stefan Ishizaki, IF Elfsborg
- Rasmus Lindgren, AFC Ajax
- Marcus Berg, FC Groningen

## Europamästerskapet
I EM 2008 spelade det svenska laget i grupp D mot Grekland, Spanien och Ryssland. Man slog Grekland med 2–0 men förlorade mot Spanien (1–2) och Ryssland (0–2) och slogs ur turneringen i gruppspelet.